# Retour à Séoul
Retour à Séoul is een Frans-Duits-Belgisch-Qatarees-Cambodjaanse film uit 2022, geschreven en geregisseerd door Davy Chou en gebaseerd op een waargebeurd verhaal.

## Verhaal
Een 25-jarige jonge vrouw, geboren in Zuid-Korea en geadopteerd door een Frans echtpaar, keert enigszins toevallig en in een opwelling terug naar haar land van herkomst. Na een vriendschappelijk contact met een Franstalige Koreaanse en haar vriendenkring leert ze dat het mogelijk is om op zoek te gaan naar haar biologische ouders.

## Rolverdeling
| Acteur                   | Personage                     |
| ------------------------ | ----------------------------- |
| Park Ji-min              | Frédérique "Freddie" Benoît   |
| Oh Kwang-rok             | biologische vader van Freddie |
| Guka Han                 | Tena                          |
| Kim Sun-young            | Koreaanse tante               |
| Yoann Zimmer             | Maxime                        |
| Louis-Do de Lencquesaing | André                         |

## Release en ontvangst
Retour à Séoul ging op 22 mei 2022 in première op het Filmfestival van Cannes in de sectie Un certain regard. De film kreeg overwegend positieve kritieken van de filmcritici, met een score van 97% op Rotten Tomatoes, gebaseerd op 131 beoordelingen. De film werd geselecteerd als Cambodjaanse inzending voor de beste niet-Engelstalige film voor de 95ste Oscaruitreiking en kwam in december 2022 op de shortlist maar werd niet genomineerd.

## Prijzen en nominaties
De belangrijkste:
| Jaar | Prijs              | Categorie                              | Genomineerde(n)                        | Uitslag     |
| ---- | ------------------ | -------------------------------------- | -------------------------------------- | ----------- |
| 2024 | Magritte du cinéma | Beste buitenlandse film in coproductie | Beste buitenlandse film in coproductie | Genomineerd |
| 2024 | Magritte du cinéma | Beste jong mannelijk talent            | Yoann Zimmer                           | Genomineerd |